# Iz3w

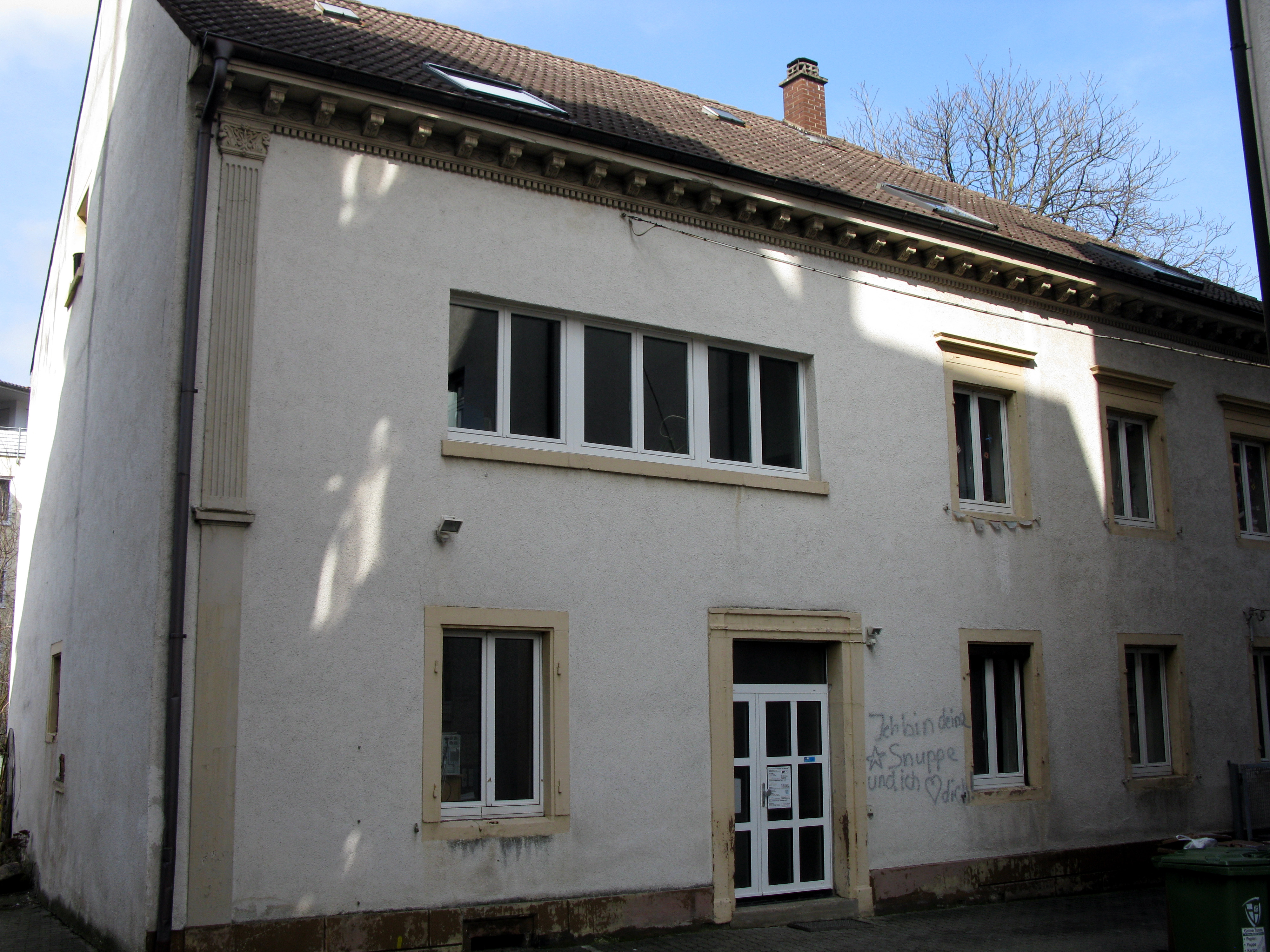
Bisheriger Sitz des Informationszentrums in der Freiburger Kronenstraße

iz3w bezeichnet das informationszentrum 3. welt in Freiburg im Breisgau. Dies ging aus der 1968 gegründeten Aktion 3. Welt (ADW) hervor.

## Schwerpunkte und Geschichte
Das informationszentrum 3. welt hat mehrere Schwerpunkte. Eine Haupttätigkeit liegt in der Herausgabe der gleichnamigen Zeitschrift iz3w (früher: blätter des informationszentrums 3. welt). Die iz3w erscheint seit 1970 und ist damit neben der  afrika süd  (Bonn) eine der ältesten unabhängigen entwicklungspolitischen Zeitschriften in Deutschland. Sie ist in Bibliotheken, einigen Buchläden, Bahnhofsbuchhandlungen und Dritte-Welt-Läden in Deutschland, Österreich und der Schweiz erhältlich und auch online bestellbar. Jährlich erscheinen sechs Ausgaben der Zeitschrift (bis 2007 acht). Der Fokus der Zeitschrift richtet sich auf Themen wie Globalisierung, Rassismus, Entwicklungspolitik und Ökologie und beleuchtet darüber hinaus medien- und kulturpolitische Aspekte. Diese und andere Themenbereiche werden im Lichte des Verhältnisses zwischen Nord und Süd analysiert, denn trotz aller Verschiebungen der jüngsten Zeit stelle dieses Verhältnis weiterhin einen Angelpunkt der politischen, ökonomischen und kulturellen Entwicklungen dar.
Die iz3w versteht sich keineswegs als „neutrale“ Quelle für Informationen und Analysen zum Weltgeschehen. Vielmehr kritisiert sie die Ordnung einer Welt, die sie nicht für die beste aller denkbaren hält – eine Welt, die zwar genügend materielle Möglichkeiten geschaffen habe, um allen Menschen ein vernünftiges Leben garantieren zu können, in der stattdessen jedoch bis heute Milliarden in Elend und Unterdrückung leben. Sie will sich nicht abfinden mit Verhältnissen, die nur für einen kleinen Teil der Weltbevölkerung komfortabel seien, während gleichzeitig die Marginalisierung jener Menschen fortschreite, die für den Kapitalismus überflüssig und nutzlos geworden seien.
Die sich regional wie global äußernden Unterschiede zwischen Verlierern und Gewinnern der bestehenden Weltordnung treten in den Verhältnissen zwischen Nord und Süd noch immer besonders deutlich zutage. Sie würden aber immer mehr verdeckt von harmonisierenden Begriffen wie „Eine Welt“, „Multikulturalität“, „Chancen des Weltmarkts“, „Universalität von Demokratie und Menschenrechten“ oder „internationaler Vernetzung“ und „Zivilgesellschaft“.
Die Zeitschrift ist eine Kooperationspartnerin des Internetportals Linksnet.
Ein weiterer Fokus liegt in der Sammlung von Zeitschriften, Zeitungen und Broschüren, die in einem Archiv der Öffentlichkeit zugänglich sind. Das Archiv ist Teil der „Kooperation Dritte Welt Archive – Archiv³“. Seit 1998 gibt es das Projekt FernWeh – Forum Tourismus & Kritik im iz3w. Es befasst sich mit Dritte-Welt-Tourismus, dessen sozialen, wirtschaftlichen und ökologischen Folgen und dem Blick auf das bzw. die „Fremde“. Seit Ende 2005 arbeitet das Projekt freiburg-postkolonial.de, das der Aufarbeitung der lokalen Kolonialgeschichte gewidmet ist, aber auch zahlreiche allgemeine Hintergrundtexte zum deutschen Kolonialismus und späteren Entwicklungen in den ehemaligen Kolonien bereitstellt.
Außerdem bietet das Projekt fernsicht (ehemals AG Bildung) seit 2008 Projekttage zu Themen der iz3w an Schulen und Jugendbildungseinrichtungen an. Bislang gab es Projekttage zu den Themen „Respect! Menschenrechte“, „No War – Frauen und Jugend im Krieg und für den Frieden“ sowie „Make it Happen – Lebensrealitäten in Südafrika abseits der WM“.
In loser Reihenfolge werden Bücher und Sonderausgaben herausgegeben.
Weiterhin werden beispielsweise Lesungen mit Dichtern und Schriftstellern Asiens, Lateinamerikas und aus Afrika initiiert.
Das iz3w finanziert sich durch die Erlöse, die der Verkauf der Zeitschrift einbringt, Spenden und Zuschüsse von Stiftungen und anderen Geldgebern.
2021 sagte Christian Neven-du Mont, der das Archiv in den vergangenen 20 Jahren betreut hatte, der Badischen Zeitung, dass der Großteil von 260 Regalmetern beziehungsweise sechs Tonnen Zeitschriften, Artikel, Broschüren und Flugblätter im Oktober 2021 an das Archiv für alternatives Schrifttum in Duisburg übergeben werde. Weitere Bestände des Archivs werden von anderen Archive in Freiburg übernommen, zum Beispiel vom „Archiv für soziale Bewegungen“. Die gleichnamige Zeitschrift und die Bildungsangebote wird es weiterhin geben.
Im August 2023 gab die Zeitschrift bekannt, in finanziell Schwierigkeiten zu sein, was vor allem an gestiegenen Kosten für Papier und fallenden Abozahlen liege.

## Pressestimmen
„… Symbiose aus Empathie und Coolness (…) intelligent-undogmatische Freiburger Sehenswürdigkeit.“

„… meinungsbildend in der linken Gegenöffentlichkeit.“

„Das Heft ist ein wohltuendes Antidot gegen die Mischung aus Halbwissen, Google-Recherche und haltlosen Behauptungen, die derzeit in den Medien vorherrschen.“

„Eine der wichtigsten unabhängigen Zeitschriften zu Nord-Süd-Themen … Konstant sind das Bekenntnis zum Internationalismus und das Primat der Analyse gegenüber der Parole.“

„…so lange die iz3w weiter fest zubeißt, ist alles nur halb so schlimm.“